# Кравцов, Николай Александрович
Кравцов Николай Александрович — российский аккордеонист, дирижёр, музыковед, педагог и изобретатель музыкальных инструментов. Создатель аккордеона с клавиатурой Кравцова. Заслуженный деятель искусств Российской Федерации (1999).

## Биография
Родился 24.04.1943 во Владивостоке.
С 1963 по 1968 год преподавал в Таллинском музыкальном училище. Закончил Таллинскую консерваторию в 1968 как аккордеонист-солист, дирижёр, педагог и музыковед

.
Переехал в Ленинград в 1968 году. Преподавал в муз. училище имени Мусоргского (1968—1973). С 1973 преподаёт в СПБГУКИ, с 1978 по 2018 год — заведующий кафедрой народных инструментов.
1982 — кандидат искусствоведения
1986 — доцент
1993 — профессор

## Творческая деятельность
С 1970 по 1991 — солист-инструменталист филармонического отдела Ленконцерта.
Выступал как солист и артист оркестра со многими известными коллективами: Заслуженный коллектив РФ, оркестр Санкт-Петербургской филармонии им. Д. Д. Шостаковича; Академический оркестр Санкт-Петербургской филармонии им. Д. Д. Шостаковича; камерный оркестр С-Петербургской филармонии им. Д. Д. Шостаковича; оркестр радиовещания им. В. П. Соловьева-Седого; Санкт-Петербургский оркестр аккордеонистов Павла Смирнова; оркестр русских народных инструментов им. В. В. Андреева; оркестр Мариинского театра оперы и балета; оркестр С-Петербургского малого оперного театра им. М. П. Мусоргского; Московский государственный симфонический оркестр; камерный оркестр Таллиннской филармонии.
Сотрудничал с известными дирижёрами Г. Рождественский, А.Янсонс. М.Янсонс, А.Дмитриев, В.Чернушенко, П.Мяги, Н.Ярви, Э.Хачатурян, С.Горковенко, П.Бубельников, Ю.Смирнов, Э.Клас, В.Смирнов. Работал с композиторами А.Петров, С.Слонимский, С.Губайдулина, А.Репников, К.Мясков, Э.Ялаяс, Х.Эйлер, Э.Капп, Е.Дога, И.Цветков, В.Биберган, В.Баснер, И.Шварц, А.Кнайфель, В.Кисин, С.Баневич.
Участвовал в записи музыки к более чем 42 кинофильмам, в том числе: «На всю оставшуюся жизнь» (В.Баснер), «Проверка на дорогах» (И.Шварц), «Иван и Коломбина» (С.Слонимский), «Воздухоплаватель», «Башня», «История Аси Клячкиной, которая любила, да не вышла замуж» (все И.Цветков), «Противостояние» (А.Кнайфель), «Сержант милиции» (А.Мнацаканян), «Торможение в небесах» (В.Кисин) и другие.

## Работа по усовершенствованию аккордеона
Усовершенствовал органно — фортепианную клавиатуру аккордеона (Авторское свидетельство 765866 от 12.05.1980), в 1993 году организовал производство аккордеонов с клавиатурой Кравцова на ТОО «НК-центр». Первый аккордеон с клавиатурой Кравцова создан на фабрике музыкальных инструментов «Красный партизан» мастером Б. В. Шитовым и конструктором М. И. Перцовским в 1981 году.
На аккордеоне с усовершенствованной клавиатурой в исполнении Н. А. Кравцовым прозвучали отрывки из оперы «Мастер и Маргарита» С.Слонимского (Большой Зал филармонии имени Д. Д. Шостаковича, 1986), симфония № 2 Ч.Айвза (Большой Зал филармонии имени Д. Д. Шостаковича, дирижёр Г.Рождественский, 1988). Так же впервые им был исполнен оригинальный текст баянной партии в «Партите „Семь слов Христа на кресте“ для баяна, виолончели и камерного оркестра С.Губайдулиной (г. Таллин, зал Концертный зал Нигулисте, 1989); а также вальс „Парижский каскад“ Е.Дога, „Прощальный вальс“ И.Цветкова (1970), „Пассакалья“ для аккордеона Э.Ялаяса (вторая ред. 1970).
Как председатель экспертного совета фабрики „Красный партизан“ участвовал в создании первого отечественного готово-выборного аккордеона (мастер Б. В. Шитов, конструктор М. Д. Иванов, 1975). Осуществлял научное руководство по усовершенствованию первого отечественного готово-выборного аккордеона и создание модели готово-выборного аккордеона „Ленинград“ (1983).
В рамках научной деятельности в Университете культуры и искусств Кравцов Н. А. как научный руководитель впервые провел исследование (на базе кафедры физического воспитания) по использованию штыря-упора для аккордеона и объективно доказал его эргономическую целесообразность при игре на аккордеоне.

## Педагогическая деятельность
Как научный руководитель подготовил к успешной защите кандидатские диссертации следующих аспирантов: Бычков О. В. „Формирование ансамблевой техники музыканта исполнителя“, 2006 год; Цзо Цзянь (Китай) „Условия реализации художественно-творческого и педагогического потенциала инновационных эргономических свойств аккордеонных клавиатур“, 2013 год; Альгин С. А. „Педагогические возможности позиционной системы обучения игре на аккордеоне (на базе выборной аккордеонной клавиатуры“ 2015 год.
Среди учеников выпускники СПбГУКИ — Народный артист РФ, профессор, лауреат международных конкурсов и фестивалей Смирнов Ю. П.; профессор, доктор педагогических наук Марков А. А.; профессор, доктор педагогических наук Сукало А. А.; лауреаты международных и всероссийских конкурсов: доцент О.Бычков, Г.Панкратов, Д.Гвоздков, А.Бараков, старший преподаватель Д.Нестеренко, С.Альгин, профессор Я.Смирнов, М.Селезнёва, А.Каледин, О.Никитина, А.Митенёв, А.Голунов, М.Маркова-Чистякова, М.Чертищев, М.Крылов, К.Квочко, профессор Вень Чуань (Китай), Цзо Цянь (Китай), С.Федоренко (Латвия), А.Васин (Канада), О.Малинова, Н.Сидельников, Вяч. Бакулин, А.Капустин, Я.Авдеева, Я.Хазмаа (Эстония), ансамбли „Коллаж“ и „Эссе — квинтет“.

## Награды
1.Почетное звание «Заслуженный деятель искусств Российской Федерации», 30.06.1999
2.Медаль ордена «За заслуги перед Отечеством» II степени, 14.07.2004
3.Лауреат Премии Правительства Санкт-Петербурга 2017

## Список опубликованных научных и учебно-методических работ
1.              Кравцов Н. А. Аккордеон XXI века / Н. А. Кравцов. – Санкт-Петербург : Издательство «MСT», 2004. – 124 с.
2.              Авторское свидетельство № 765866 СССР, МКИ3 G10C3/12. Клавиатура для музыкального инструмента Кравцова: № 2507859/2812 : заявл. 14.07.1977 : опубл. 23.09.1980,
Бюллетень № 35 / Н. А. Кравцов. – 2 с. : ил.
3.              Кравцов Н. А. Классификация систем хроматических клавиатур клавишных музыкальных инструментов // Вестник Академии Русского балета им. А.Я. Вагановой. – 2020. – 
№ 4 (69). – С.  96-110.
4.              Кравцов Н. А. Эволюция клавиши в алгоритмах артикуляционных средств аккордеона // Актуальные проблемы высшего музыкального образования. – 2021. – № 2 (60). – С. 42-50.
5.              Кравцов Н. А. Эволюция хроматических клавиатур гармоник и их место в сохранении академических традиций образования //
Вестник Академии Русского балета им. А.Я. Вагановой. – 2020. – № 1 (66). – С. 135-151.
6.              Кравцов Н. А. Эволюция хроматических клавиатур гармоник и их место в традиционной музыке славянских народов //
Актуальные проблемы высшего музыкального образования. – 2020. – № 1 (55). – С. 35-43.
7.              Кравцов Н. А. Эргономика в органно-фортепианной клавиатуре аккордеона // Временник Зубовского института. – 2020. – № 3. – С. 80-93.
8.              Кравцов Н. А. Эргономика в системах трехрядных хроматических клавиатур аккордеона // Вестник Академии Русского балета им. А. Я. Вагановой. – 2021. – №2 (72). – С. 160-172.
9.              Кравцов Н. А. Эргономика в эволюции клавиатур клавишных инструментов / Кравцов Н. А., Мараев В. Н.  // Музыкальный журнал Европейского Севера. – 2021. – № 4 (28). – С. 21-36.
10.            Кравцов Н. А. Эргономика выборной органно-фортепианной клавиатуры аккордеона // Актуальные проблемы высшего музыкального образования. – 2020. – № 3 (57). – С. 39-45.
11.            Патент № 2172984 Российская Федерация, МПК7 G10D11/00, G10D11/02. Клавишный механизм пневматического язычкового клавишного музыкального инструмента : № 2000130122/12 :
заявл. 28.11.2000 : опубл. 27.08.2001, Бюллетень № 9 / Дмитриев В. В., Кравцов Н. А. – 2 с. : ил.
12.            Патент № 2172985 Российская Федерация, МПК7 G10D11/00, G10D11/02. Клавишный механизм пневматического язычкового клавишного музыкального инструмента : № 2000130123/12 :
заявл. 28.11.2000 : опубл. 27.08.2001, Бюллетень № 9 / Дмитриев В. В., Кравцов Н. А. – 4 с. : ил.
13.            Патент № 2692430 Российская Федерация, СПК G10D 11/00 (2019/02). Способ извлечения звука в пневматическом язычковом музыкальном инструменте и голосовая планка
звукообразующего устройства пневматического язычкового музыкального инструмента для осуществления способа : №2018114015 : заявл. 16.04.2018 : опубл. 24.06.2019,
Бюллетень № 18 / Кравцов Н. А. – 14 с. : ил.
14.            Патент № 71021 Российская Федерация, МПК G10C3/12. Клавиатура музыкального инструмента : № 2007126941/22 :  заявл. 04.07.2007 : опубл. 20.02.2008,
Бюллетень № 5 / Кравцов Н.А. –2 с. : ил.
15.            Полезная модель № 20983 Российская Федерация, МПК G10D 11/00 Клавишный механизм пневматического язычкового клавишного музыкального инструмента : № 200001333280 :
заявл. 27.12.2000 : опубл. 10.12.2001 / Дмитриев В. В., Кравцов Н. А. – 5 с. : ил.
16.            Полезная модель № 20984 Российская Федерация, МПК G10D 11/00 Клавишный механизм пневматического язычкового клавишного музыкального инструмента : № 200001333282 :
заявл. 27.12.2000 : опубл. 10.12.2001 / Дмитриев В. В., Кравцов Н. А. – 5 с. : ил.
17.            Кравцов Н. А. К вопросу о функциональной эффективности хрома-тических систем выборных клавиатур аккордеона //
Вестник Академии Русского балета им. А. Я. Вагановой. 2023. № 3. С. 147–159.
18.            Кравцов Н. А. Об исполнении аккордеонистами баянных сочинений А. Л. Репникова / Н. А. Кравцов // Альбин Репников. Музыка на века : сборник статей и материалов, [воспоминаний и документов] / Министерство культуры Российской Федерации, Петрозаводская государственная консерватория им. А. К. Глазунова ; [науч. Ред. И сост.: С. В. Семаков ; редкол.: В. Л. Калаберда, А. В. Калаберда]. – Петрозаводск : Петрозаводская государственная консерватория им. А. К. Глазунова, 2010. – С. 77-84.
19.            Кравцов Н. А. Усовершенствование клавиатуры аккордеона и повышение уровня подготовки специалистов в вузе // Художник и время: феномен восприятия и интерпретации в искусстве: сборник материалов конференции, Краснодар, 21 апреля 2004. – Краснодар, 2004. – Вып. 1. – С. 71.
20.            Кравцов Н. А. О трех клавиатурах в подготовке аккордеонистов в образовательной системе / Н. А. Кравцов // Актуальные проблемы совершенствования программ непрерывного образования: школа — колледж — вуз — послевузовское образование в сфере искусства : материалы международной научно-методической конференции Казахской национальной академии искусств им. Т. К. Жургенова. — Алматы: КазНАИ им. Т. К. Жургенова, 2020. – С.36-45.
21.            Кравцов Н. А. Система клавиатур органно-фортепианного типа для аккордеона / Н. А. Кравцов // Баян: история, теория, практика, методика, творчество, психология исполнительства, педагогика, образование: сборник / ред. Кол. : И. В. Мациевский, В. В. Бычков; Челябинская государственная академия культуры и искусств, Российский институт истории искусств. – Санкт-Петербург ; Челябинск, 2009. – С. 43-52.
22.            Кравцов Н. А Взаимосвязь мировоззренческой идейно-воспитательной подготовки студентов с практикой народного музыкального творчества / Н. А. Кравцов // Формирование научного мировоззрения студентов вуза культуры : сборник научных трудов. – Ленинград : ЛГИК, 1983. – С.127-133.
23.             Кравцов Н. А. В. В. Андреев и гармоника / Н. А. Кравцов // Творческое наследие В. В. Андреева и практика самодеятельного инструментального исполнительства. – Ленинград : Ленингр. гос. ин-т культуры им. Н. К. Крупской 1988. –Т.121. – С.59-65.
24.            Кравцов Н. А. Пути развития хроматических клавиатур гармоник / Н.А. Кравцов // Искусство – зеркало культуры. – Санкт-Петербург : СПбГУК, 1999. – С. 58-83
25.            Кравцов Н. А. Усовершенствование клавиатуры Кравцова в учебной и концертно-исполнительской практике / Кравцов Н.А. // Традиционные музыкальные инструменты в современной культуре : к 70 –летию Альгирдаса Вижинтаса: материаолы международной конференции, - Санкт-Петербург, 28 ноября – 2 декабря 1999г. / сост. И.В. Мациевский и др., Российский институт истории искусств. – Санкт-Петербург: РИИИ, 1999. – С. 71 -73.
26.            Кравцов Н. А. Модернизация клавиатурных систем аккордеона / Н. А. Кравцов // Вопросы инструментоведения: статьи и материалы пятой Международной инструментоведческой конференции «Благодатовские чтения», Санкт-Петербург, 6-10 декабря 2004 г. / [отв. ред. И. В. Мациевский]. – Санкт-Петербург : РИИИ, 2004. – Вып. 5, ч. 2. – С. 99-106.
27.            Кравцов Н. А. Отражение идеи сохранения нематериального наследия в процессах эволюции хроматических клавиатур гармоник// Научна поредица «Културно-историческо наследство: опазване, представяне, дигитализация», Том 5, брой 2 (7)/2019. – Велико Търново, България, страници 21-34. -  ISSN: 2367-8038.
28.            Кравцов Н. А. Система клавиатур органно-фортепианного типа выборного аккордеона / Н. А. Кравцов // Народные инструменты: история, теория, проблемы и перспективы: сборник статей. – Тамбов : Тамбовский государственный музыкально педагогический институт им. С. В. Рахманинова, 2010. – Вып. 1. – С. 56-64.
29.            Кравцов Н. А. Совершенствование методов обучения игровой ориентации инструмента (готово-выборный аккордеон) / Н. А. Кравцов, В. П. Соколов, Ю. Б. Богданов // Музыкальные дисциплины в вузе культуры: вопросы методики преподавания : сборник научных трудов. – Ленинград : ЛГИК, 1984. – С.161-181.
30.            Кравцов Н. А. Усовершенствованная клавиатура аккордеона в учебно-исполнительской практике / Н. А. Кравцов // Музыкальные дисциплины в вузе культуры: вопросы методики преподавания: сборник научных трудов. – Ленинград : ЛГИК, 1984. – Т. 93. – С.91-101.
31.            Кравцов Н. А. Усовершенствование органно-фортепианной клавиатуры аккордеона и назревшие проблемы гармонно-баянного исполнительства : специальность 17.00.02 «Музыкальное искусство» : автореферат диссертации на соискание ученой степени кандидата искусствоведения / Кравцов Николай Александрович. – Ленинград, 1982. – 17 с.
32.            Кравцов Н. А. Усовершенствование органно-фортепианной клавиатуры аккордеона и назревшие проблемы гармонно-баянного исполнительства : специальность 17.00.02 «Музыкальное искусство» : диссертация на соискание ученой степени кандидата искусствоведения / Кравцов Николай Александрович. – Ленинград, 1982. – 223 с.
33.            Кравцов Н. А. Внутренняя форма как источник смыслового ориентирования музыканта / Н. А. Кравцов // Академические тетради: сборник научных статей / [науч. Ред. А. М. Стороженко]. – Самара: Самарская государственная академия культуры и искусств, 2012. – Вып. 12: Актуальные проблемы музыкального исполнительства и педагогики. – С. 102 - 107.
34.            Кравцов Н. А. Эволюция клавиатурных систем хроматических гармоник / Н. А. Кравцов // Актуальные вопросы исполнительства на русских народных инструментах: сборник статей по материалам российских научных чтений, посвященных творчеству И. Я.  Паницкого / отв. ред. А. Е. Лебедев. – Саратов: СГК им. Л. В. Собинова, 2018. – С. 43-54.
35.            Кравцов Н. А. Классификация систем хроматических клавиатур клавишных музыкальных инструментов / Кравцов Н. А. // Актуальные вопросы исполнительства на русских народных инструментах : сборник статей по материалам Всероссийских научных чтений, посвященных творчеству И.Я. Паницкого / отв. ред. А. Е. Лебедев. – Саратов : СГК имени Л. В. Собинова. – 2022. – С. 39-55.
36.            Кравцов Н. А. Система клавиатур органно-фортепианного типа для аккордеона / Н. А. Кравцов // История отечественной гармонно-баянной культуры: инструментарий, исполнительство, музыка. В 3 кн. Кн. 1 : История развития гармоники и баяна в России / В. В. Бычков. – Москва : «Библиотека клуба адмиралов», 2022. – С. 432-439.
37.            Кравцов Н.А. К вопросу периодизации в эволюции хроматических систем клавиатур аккордеона // Культурное пространство: генезис и трансформации : тезисы докладов VII всероссийской научно-практической конференции «Культурное пространство: генезис и трансформации», посвященной Году культурного наследия народов России. 11–12 октября 2022 г. / М-во культуры РФ, С.-Петерб. гос. ин-т культуры. – Санкт-Петербург : СПбГИК, 2022. – 180 с. - С.99.
38.            Кравцов Н. А. Таблицы аппликатур гамм, аккордов и арпеджио для готово-выборного аккордеона: учебное пособие / Н. А. Кравцов  ; Министерство культуры РФ ; Санкт-Петербургский государственный университет культуры и искусств. – Санкт-Петербург : СПбГУКИ, 2012. –145 с.
39.            Кравцов Н. А. Технический минимум в учебном процессе: учебно-методическое пособие : направление 53.03.02 «Музыкально-инструментальное искусство» / Н. А. Кравцов ; Министерство культуры Российской Федерации, Санкт-Петербургский государственный институт культуры. – Санкт-Петербург: СПбГИК, 2021. – 163 с.
40.            Кравцов Н. А. Эволюция хроматических клавиатур гармоник: методическая разработка / Н. А. Кравцов. – Санкт-Петербург: СПбГИК, 2019. – 25 с.

## Дискография
Грампластинки:
С 60 22509 000 Е.Дога. Мой белый город. Музыку Евгения Доги играет Ленинградский концертный оркестр под управлением Анатолия Бадхена
№ 6 «Парижский каскад» из кинофильма «Анна Павлова».
Солист: (аккордеон)
Компакт диски:
CDMAN 38509 Искусство Николая Кравцова «Музыка для аккордеона с оркестром»
2009, BombaPiter Inc.

## Семья
Жена — Кравцова Лариса Семёновна. Концертмейстер (Санкт-Петербургская государственная консерватория им. Н. А. Римского-Корсакова).
Сын — Кравцов Кирилл Николаевич